# Франко Феррейро
Франко Феррейро (порт. Franco Ferreiro; нар. 1 липня 1984) — колишній бразильський тенісист.
Найвищу одиночну позицію світового рейтингу — 136 місце досяг 4 серпня 2008, парну — 53 місце — 28 лютого 2011 року.
Завершив кар'єру 2012 року.

## Фінали за кар'єру

### Парний розряд: 2 (0–2)
| Легенда                                     |
| Турніри Великого шлему (0–0)                |
| Фінали Світового туру ATP (0–0)             |
| Серія Мастерс 1000 Світового Туру ATP (0–0) |
| Серія 500 Світового туру ATP (0–0)          |
| Серія 250 Світового туру ATP (0–2)          |

| Фінали за покриттям |
| Тверде (0–0)        |
| Ґрунт (0–2)         |
| Трава (0–0)         |
| Килим (0–0)         |

| Результат | Ранг | Дата           | Турнір       | Покриття | Партнер  | Суперники у фіналі                 | Рахунок у фіналі      |
| Поразка   | 1.   | 20 лютого 2011 | Буенос-Айрес | Ґрунт    | Андре Са | Олівер Марах Леонардо Маєр         | 7–6(8–6), 6–3         |
| Поразка   | 2.   | 6 серпня 2011  | Кіцбюель     | Ґрунт    | Андре Са | Даніеле Браччалі Сантьяго Гонсалес | 6–7(1–7), 6–4, [9–11] |

### Парний розряд (19)
| Ранг | Дата             | Турнір                    | Покриття | Партнер               | Суперники у фіналі                          | Рахунок                 |
| 1.   | 24 травня 2005   | Турин, Італія             | Ґрунт    | Серхіо Ройтман        | Франческо Альді Алессіо ді Мауро            | 6–7(4–7), 7–5, 7–6(7–2) |
| 2.   | 25 вересня 2006  | Грамаду, Бразилія         | Тверде   | Мартін Віларрубі      | Марсело Мело Андре Са                       | 6–2, 6–4                |
| 3.   | 25 червня 2007   | Реджо-нель-Емілія, Італія | Ґрунт    | Лямін Уахаб           | Пабло Куевас Орасіо Себальйос               | 6–4, 1–6, [10–4]        |
| 4.   | 9 червня 2008    | Софія, Болгарія           | Ґрунт    | Маріано Пуерта        | Лазар Магдинчев Предраг Русевський          | 6–3, 1–6, [10–3]        |
| 5.   | 29 вересня 2008  | Аракажу, Бразилія         | Ґрунт    | Хуан-Мартін Арангурен | Тьяго Алвес Жоао Соуза                      | 6–4, 6–4                |
| 6.   | 13 жовтня 2008   | Монтевідео, Уругвай       | Ґрунт    | Флавіо Саретта        | Даніель Хімено-Травер Рубен Рамірес Ідальго | 6–3, 6–2                |
| 7.   | 26 жовтня 2009   | Сан-Паулу, Бразилія       | Ґрунт    | Рікардо Мелло         | Дієго Хункейра Давід Марреро                | 6–3, 6–3                |
| 8.   | 5 квітня 2010    | Богота, Колумбія          | Ґрунт    | Сантьяго Гонсалес     | Домінік Мефферт Філіпп Освальд              | 6–3, 5–7, [10–7]        |
| 9.   | 12 квітня 2010   | Блуменау, Бразилія        | Ґрунт    | Андре Са              | Андре Гем Сімоне Ваньйоцці                  | 6–4, 6–3                |
| 10.  | 5 липня 2010     | Схевенінген, Нідерланди   | Ґрунт    | Харш Манкад           | Раміз Джунейд Філіпп Маркс                  | 6–4, 3–6, [10–7]        |
| 11.  | 2 серпня 2010    | Сеговія, Іспанія          | Тверде   | Тьяго Алвес           | Браян Баттістоун Харш Манкад                | 6–2, 5–7, [10–8]        |
| 12.  | 9 серпня 2010    | Бразиліа, Бразилія        | Тверде   | Андре Са              | Рікардо Мелло Кайо Замп'єрі                 | 7–6(7–5), 6–3           |
| 13.  | 16 серпня 2010   | Салвадор, Бразилія        | Тверде   | Андре Са              | Володимир Ігнатик Мартін Кліжан             | 6–2, 6–4                |
| 14.  | 26 вересня 2010  | Богота, Колумбія          | Ґрунт    | Андре Са              | Геро Кречмер Алекс Сачко                    | 7–6(8–6), 6–4           |
| 15.  | 30 жовтня 2010   | Сан-Паулу, Бразилія       | Ґрунт    | Андре Са              | Руї Мачадо Даніель Муньйос де ла Нава       | 3–6, 7–6(7–2), [10–8]   |
| 16.  | 9 січня 2011     | Сан-Паулу, Бразилія       | Тверде   | Андре Са              | Сантьяго Гонсалес Орасіо Себальйос          | 7–5, 7–6(14–12)         |
| 17.  | 17 квітня 2011   | Блуменау, Бразилія        | Ґрунт    | Андре Са              | Адріан Менендес Леонарду Таваріш            | 6–2, 3–6, [10–4]        |
| 18.  | 24 квітня 2011   | Сантус, Бразилія          | Ґрунт    | Андре Са              | Геральд Мельцер Жозе Перейра                | 6–3, 6–3                |
| 19.  | 5 листопада 2011 | Сан-Леополду, Бразилія    | Ґрунт    | Рубен Рамірес Ідальго | Гаштан Еліаш Фредеріко Жіль                 | 6–7(4–7), 6–3, [11–9]   |